# Ҽ
Ҽ (minuskule ҽ) je písmeno cyrilice. Je používáno pouze v abcházštině. Jeho tvar je v minuskulní i majuskulní variantě podobný minuskuli písmena Е. V ISO 9 transliteraci se přepisuje jako C s obloučkem (C̆). Čte se jako neznělá retroflexní afrikáta (ʈ͡ʂ), což je vyslovování mezi T a Č. V abcházštině se vyskytuje i další varianta tohoto písmena, písmeno Ҿ.